# Montreux Volley Masters de 2016
O Montreux Volley Masters de 2016 foi a trigésima primeira edição deste torneio, cujas partidas aconteceram no Pierrier Sports Hall, na cidade de Montreux,Suíça, entre o período de 31 de maio a 5 de junho de 2016, contou com a participação de oito seleções, e o título do campeonato foi obtido pela Seleção Chinesa, igualando-se a Seleção Brasileira; e o vice-campeonato para Seleção Tailandesa. A MVP da edição foi a chinesa Hui Ruoqi.

## Seleções participantes
| - Bélgica - Brasil - China - Países Baixos | - Sérvia - Suíça - Tailândia - Turquia (Último Campeão) |

## Grupo A
|     |         |     | Jogos | Jogos | Jogos | Resultados | Resultados | Resultados | Resultados | Resultados | Resultados | Sets | Sets | Sets  | Pontos | Pontos | Pontos |
| Pos | Equipe  | Pts | T     | V     | D     | 3–0        | 3–1        | 3–2        | 2–3        | 1–3        | 0–3        | V    | P    | R     | V      | P      | R      |
| --- | ------- | --- | ----- | ----- | ----- | ---------- | ---------- | ---------- | ---------- | ---------- | ---------- | ---- | ---- | ----- | ------ | ------ | ------ |
| 1   | China   | 6   | 3     | 2     | 1     | 2          | 0          | 0          | 0          | 1          | 0          | 7    | 3    | 2.333 | 230    | 213    | 1.080  |
| 2   | Turquia | 5   | 3     | 2     | 1     | 0          | 1          | 1          | 0          | 1          | 0          | 7    | 6    | 1.167 | 284    | 277    | 1.025  |
| 3   | Brasil  | 4   | 3     | 1     | 2     | 1          | 0          | 0          | 1          | 0          | 1          | 5    | 6    | 0.833 | 239    | 249    | 0.960  |
| 4   | Bélgica | 3   | 3     | 1     | 2     | 0          | 1          | 0          | 0          | 0          | 2          | 3    | 7    | 0.429 | 219    | 233    | 0.940  |

Resultados
| Data    | Hora  |         | Placar |         | Set 1 | Set 2 | Set 3 | Set 4 | Set 5 | Total   | Relatório |
| ------- | ----- | ------- | ------ | ------- | ----- | ----- | ----- | ----- | ----- | ------- | --------- |
| 31 maio | 18:45 | China   | 3–0    | Brasil  | 25–20 | 25–17 | 25–22 |       |       | 75–59   | P2P3      |
| 31 maio | 21:15 | Turquia | 1–3    | Bélgica | 24–26 | 25–16 | 21–25 | 13–25 |       | 83–92   | P2P3      |
| 1 maio  | 18:45 | China   | 1–3    | Turquia | 21–25 | 25–15 | 19–25 | 15–25 |       | 80–90   | P2P3      |
| 2 junho | 16:30 | Bélgica | 0–3    | China   | 23–25 | 20–25 | 21–25 |       |       | 64–75   | P2P3      |
| 2 junho | 18:45 | Turquia | 3–2    | Brasil  | 25–19 | 26–28 | 20–25 | 25–21 | 15–12 | 111–105 | P2P3      |
| 3 junho | 16:30 | Brasil  | 3–0    | Bélgica | 25–21 | 25–20 | 25–20 |       |       | 75–61   | P2        |

## Grupo B
|     |               |     | Jogos | Jogos | Jogos | Resultados | Resultados | Resultados | Resultados | Resultados | Resultados | Sets | Sets | Sets  | Pontos | Pontos | Pontos |
| Pos | Equipe        | Pts | T     | V     | D     | 3–0        | 3–1        | 3–2        | 2–3        | 1–3        | 0–3        | V    | P    | R     | V      | P      | R      |
| --- | ------------- | --- | ----- | ----- | ----- | ---------- | ---------- | ---------- | ---------- | ---------- | ---------- | ---- | ---- | ----- | ------ | ------ | ------ |
| 1   | Tailândia     | 7   | 3     | 3     | 0     | 1          | 0          | 2          | 0          | 0          | 0          | 9    | 4    | 2.250 | 288    | 264    | 1.091  |
| 2   | Países Baixos | 7   | 3     | 2     | 1     | 1          | 1          | 0          | 1          | 0          | 0          | 8    | 4    | 2,000 | 279    | 252    | 1.107  |
| 2   | Sérvia        | 4   | 3     | 1     | 2     | 1          | 0          | 0          | 1          | 1          | 0          | 6    | 6    | 1,000 | 268    | 245    | 1.094  |
| 4   | Suíça         | 0   | 3     | 0     | 3     | 0          | 0          | 0          | 0          | 0          | 3          | 0    | 9    | 0,000 | 151    | 225    | 0.671  |

Resultados
| Data    | Hora  |               | Placar |               | Set 1 | Set 2 | Set 3 | Set 4 | Set 5 | Total   | Relatório |
| ------- | ----- | ------------- | ------ | ------------- | ----- | ----- | ----- | ----- | ----- | ------- | --------- |
| 31 maio | 16:30 | Sérvia        | 3–0    | Suíça         | 25–10 | 25–17 | 25–19 |       |       | 75–46   | P2P3      |
| 1 junho | 16:30 | Suíça         | 0–3    | Países Baixos | 22–25 | 9–25  | 19–25 |       |       | 50–75   | P2P3      |
| 1 junho | 21:15 | Sérvia        | 2–3    | Tailândia     | 25–16 | 19–25 | 21–25 | 25–20 | 13–15 | 103–101 | P2P3      |
| 2 junho | 21:15 | Tailândia     | 3–2    | Países Baixos | 26–28 | 21–25 | 25–20 | 25–23 | 15–10 | 112–106 | P2P3      |
| 3 junho | 18:45 | Tailândia     | 3–0    | Suíça         | 25–23 | 25–14 | 25–18 |       |       | 75–55   | P2P3      |
| 3 junho | 21:15 | Países Baixos | 3–1    | Sérvia        | 25–18 | 25–23 | 22–25 | 26–24 |       | 98–90   | P2P3      |

## Decisão do 5º e 7º Lugar
Resultados
| Data    | Hora  |        | Placar |         | Set 1 | Set 2 | Set 3 | Set 4 | Set 5 | Total   | Relatório |
| ------- | ----- | ------ | ------ | ------- | ----- | ----- | ----- | ----- | ----- | ------- | --------- |
| 4 junho | 08:00 | Brasil | 3–0    | Suíça   | 25–6  | 25–18 | 25–21 |       |       | 75–45   | P2P3      |
| 4 junho | 10:30 | Sérvia | 2–3    | Bélgica | 22–25 | 25–27 | 25–21 | 25–18 | 8–15  | 105–106 | P2P3      |

## Finais
|  | Semifinais            | Semifinais            |   |                       | Final                 | Final |  |
|  |                       |                       |   |                       |                       |       |  |
|  | 4 junho de 2016 - PSH |                       |   |                       |                       |       |  |
|  | China                 | 3                     |   |                       |                       |       |  |
|  | Países Baixos         | 2                     |   |                       |                       |       |  |
|  |                       |                       |   |                       |                       |       |  |
|  |                       |                       |   |                       | 5 junho de 2016 - PSH |       |  |
|  |                       |                       |   |                       | Tailândia             | 0     |  |
|  |                       | China                 | 3 |                       |                       |       |  |
|  |                       |                       |   |                       |                       |       |  |
|  |                       |                       |   |                       |                       |       |  |
|  |                       |                       |   |                       | 3° lugar              |       |  |
|  | 4 junho de 2016 - PSH | 4 junho de 2016 - PSH |   | 5 junho de 2016 - PSH | 5 junho de 2016 - PSH |       |  |
|  | Tailândia             | 3                     |   | Turquia               | 3                     |       |  |
|  | Turquia               | 2                     |   |                       | Países Baixos         | 1     |  |

### Semifinal
Resultados
| Data  | Hora  |           | Placar |               | Set 1 | Set 2 | Set 3 | Set 4 | Set 5 | Total   | Relatório |
| ----- | ----- | --------- | ------ | ------------- | ----- | ----- | ----- | ----- | ----- | ------- | --------- |
| 4 jun | 13:30 | Tailândia | 3–2    | Turquia       | 25–22 | 21–25 | 25–18 | 16–25 | 19–17 | 106–107 | P2P3      |
| 4 jun | 16:00 | China     | 3–2    | Países Baixos | 20–25 | 25–23 | 23–25 | 25–20 | 15–9  | 108–102 | P2P3      |

### Disputa do 3º lugar
Resultado
| Data  | Hora  |         | Placar |               | Set 1 | Set 2 | Set 3 | Set 4 | Set 5 | Total | Relatório |
| ----- | ----- | ------- | ------ | ------------- | ----- | ----- | ----- | ----- | ----- | ----- | --------- |
| 5 jun | 08:30 | Turquia | 3–1    | Países Baixos | 21–25 | 25–16 | 25–15 | 25–22 |       | 96–78 | P2P3      |

### Final
Resultado
| Data  | Hora  |           | Placar |       | Set 1 | Set 2 | Set 3 | Set 4 | Set 5 | Total | Relatório |
| ----- | ----- | --------- | ------ | ----- | ----- | ----- | ----- | ----- | ----- | ----- | --------- |
| 5 jun | 11:00 | Tailândia | 0–3    | China | 14–25 | 20–25 | 23–25 |       |       | 57–75 | P2P3      |